# Jean Kilbourne
Jean Kilbourne (nascida em 4 de janeiro de 1943) é uma escritora, palestrante e cineasta reconhecida internacionalmente por seu trabalho sobre a imagem da mulher na publicidade e seus estudos críticos sobre propagandas de álcool e tabaco. Ela também é reconhecida por ter introduzido a ideia de "alfabetização midiática" como uma forma de evitar problemas associados segundo ela a campanhas de publicidade. Sobre essas temáticas, realizou a série de documentários Killing Us Softly.
Ela fez pós-graduação em Wellesley College e tem um doutorado em educação pela Universidade de Boston, bem como um doutorado honorário da Westfield State College.

## Biografia e vida acadêmica
No final da década de 1960, Jean Kilbourne começou sua investigação da ligação entre a publicidade e questões de saúde pública, incluindo violência contra as mulheres, transtornos alimentares e o vício, e lançou um movimento para promover a alfabetização midiática como uma forma de evitar esses problemas. Uma ideia radical e original no momento, essa abordagem agora é consagrada.

## Trabalhos
O trabalho de Kilbourne vincula o poder das imagens nos meios de comunicação com problemas de saúde pública atuais, tais como os transtornos alimentares, a violência e o vício em drogas e álcool. Formulou expressões como "tirania da beleza ideal", a ligação entre a coisificação das mulheres e a violência e os temas de libertação e de controle de peso explorados na publicidade de tabaco destinadas às mulheres.

### Documentários
Filmografia completa:
- Killing Us Softly 4: Advertising’s Image of Women (2010)
- Deadly Persuasion: Advertising & Addiction (2004)
- Spin the Bottle: Sex, Lies, & Alcohol (2004)
- Killing Us Softly 3: Advertising’s Image of Women (2000)
- The End of Education (with Neil Postman, 1996)
- Slim Hopes: Advertising & the Obsession with Thinness (1995)
- Sexual Harassment: Building Awareness on Campus (1995)
- The Killing Screens: Media and the Culture of Violence (com George Gerbner) (1994)
- Pack of Lies: The Advertising of Tobacco (1992)
- Advertising Alcohol: Calling the Shots (2nd Edition) (1991) (Red Ribbon, American Film and Video Festival)
- Still Killing Us Softly: Advertising’s Image of Women (1987) (National Council on Family Relations Film Festival, First Place; National Educational Film and Video Festival, Vencedor; Chicagoland Educational Film Festival, Primeira posição, Consumer Education)
- Calling the Shots: Advertising Alcohol (1982)
- Killing Us Softly: Advertising’s Image of Women (1979) (North American Consumer Film Festival, Vencedor)

### Publicações
- Kilbourne, Jean; Levin, Diane E. (2008). So sexy so soon: the new sexualized childhood, and what parents can do to protect their kids. New York: Ballantine Books. ISBN 9780345505071
- Kilbourne, Jean (2000). Can't buy my love: how advertising changes the way we think and feel. New York: Simon & Schuster. ISBN 9780684866000

## Prêmios e distinções
Ela recebeu duas vezes o Prêmio de Palestrante do Ano da  National Association for Campus Activities e já foi chamada uma das três palestrantes mais populares pelo New York Times Magazine. Ela foi perfilada em Feministas Que Mudaram a América 1963-1975. :13